# انتخابات محلی ارمنستان (۲۰۱۳)
انتخابات محلی ارمنستان (انگلیسی: 2013 Armenian local elections) در روزهای ۲۶ مه، ۱۷ نوامبر و ۸ دسامبر ۲۰۱۳ برگزار شد. انتخابات ۵ مه شامل انتخاباتی شورای شهر ایروان نیز بود.

## جستارهای
- انتخابات شورای شهر ایروان (۲۰۱۳)